# 황초령 진흥왕 순수비
황초령 진흥왕 순수비(黃草嶺 眞興王 巡狩碑)는 신라 진흥왕이 568년(진흥왕 29) 황초령에 건립한 순수비로 함경남도 장진군에 있는 높이 92.4cm의 비석이다.

## 역사
황초령은 옛날 관북의 내륙으로 통하는 관문이었다. 황초령 진흥왕 순수비는 원래 함경남도 장진군 황초령에 있었으나, 1852년에 차령진에 옮겨졌으며, 그 후 함흥역사박물관 본궁 분관에 옮겼다가 마운령 진흥왕 순수비와 나란히 보관하였다. 황초령비는 몸돌만으로 되었는데 그 높이는 1.17m, 넓이는 44cm, 두께는 21cm이다.
비석은 화강석을 잘 다듬어 만든 것인데 형태는 파괴되어 일부만 남아 있다. 비문은 12줄에 35자씩 모두 420자로 되어 있었다고 한다. 글씨는 명필로 알려져 있는 예서체와 해서체를 아울러 썼다. 이 비는 신라 진흥왕이 확장된 영역을 순시하면서 세운 것이다.
비가 세워진 연대는 지금으로부터 1400여 년 전인 서기 568년(진흥왕 29년) 8월이다. 비문의 내용은 비를 세우게 된 연유와 의의, 그리고 진흥왕의 업적과 순회한 목적, 수행한 사람들의 직위, 이름들이 적혀 있다.

## 배경
비석은 함흥 황초령 신라 진흥왕순수비의 앞면에 남아 있는 부분을 떠낸 탁본으로서 12행 215자가 확인되었다. 원래 황초령비는 잘려져 발견되었으며 현재는 3개의 돌을 접합하였다. 이 탁본은 아랫부분의 2개의 탁본은 없고 가장 많은 글이 새겨진 윗부분을 탁본한 것에다가 김정희가 쓴 ″진흥북수고경(眞興北狩古竟)″과 윤정현이 쓴 이건기(移建記) 탁본이 추가되어 있다.
또한 진흥왕을 수행한 인물이 마운령비에 보이는 인물과 동일한 것으로 보아 마운령비와 같이 568년(진흥왕 29)에 세워졌음을 알 수 있다. 이 황초령비는 진흥왕이 동북경을 순수한 것을 기념하여 세운 순수비로서 신라의 북방 영토 확장과 관직체계, 사상 등을 알 수 있는 중요한 자료이다.
황초령의 비석은 한국 고대 역사 연구에 귀중한 자료가 되며 당시의 신라 영역 범위와 관직제도·명칭·지명 등을 밝혀주는 귀중한 유물이다. 이같은 성격의 비는 서울 북한산성(북한산 신라 진흥왕 순수비)과 경상남도 창녕(창녕 신라 진흥왕 척경비)에도 각각 세워져 있다.

## 같이 보기
- 진흥왕 순수비
- 북한산 신라 진흥왕 순수비
- 마운령 진흥왕 순수비
- 창녕 신라 진흥왕 척경비

## 참고 자료
- 이 문서에는 다음커뮤니케이션(현 카카오)에서 GFDL 또는 CC-SA 라이선스로 배포한 글로벌 세계대백과사전의 내용을 기초로 작성된 글이 포함되어 있습니다.
- 「고대로부터의 통신」, 진흥왕 순수비, 한국역사연구회 고대사 분과 저, 푸른역사(2004년, 230~239p)